# Жаксы-Арганаты
Жаксы-Арганаты — гора в северо-западном Тарбагатае, на территории Тарбагатайского района Восточно-Казахстанской области, в междуречье Жаланаш и Тымырсык. Протяженность с запада на восток 15—18 км, ширина 12 км, абсолютная высота 1609 м. Сложена сланцами, известняками, гнейсами. Северный склон расчленён речными долинами, южный — пологий. На склонах горы отложены чернозёмные почвы; растут береза, тополь.